# ゲオルギー (キエフと全ルーシの府主教)
ゲオルギー（ロシア語: Георгий）はキエフと全ルーシの府主教（在位：1068年頃 - 1076年頃）。ビザンツ出身。
府主教であると同時に、σύγκελλοςの称号を持つビザンツの元老院議員でもあった。このことは、現存する彼の3つの公印からわかる。

## 経歴
1060年代末にコンスタンティノープルにて総主教ヨハネス8世により府主教に叙聖された。同年ストゥディオス修道院の修道士ミカエルを伴ってキエフに到着。
1072年にヴィシゴロドで行われたボリスとグレプの聖骸の移送（ヴィシゴロド諸公会議）に参加した。これは彼らの列聖の儀式の一過程であり、「過ぎし年月の物語」で描かれている。キエフ大公イジャスラフ1世が建設した教会に彼らの聖骸が運び込まれた。
1073年にはコンスタンティノープルに一時帰国した。
また彼はロストフの初代主教にして、後に殉教するレオンチーの叙聖をおこなった（1073 - 1076年頃）。
1076年頃にビザンツに帰国。これ以降、彼に関する記録はない。
ルーシへのカトリック布教を試みたローマ教皇グレゴリウス7世に宛てて「ラテン人との論争」という題目の著作を残した。